# 巴萊爾納
巴萊爾納是瑞士的城鎮，位於該國南部，由提契諾州負責管轄，面積2.57平方公里，海拔高度350米，2011年人口3,331，八成半人口信奉羅馬天主教，人口密度每平方公里1296人。